# Кабанское (Ярославская область)
Каба́нское — село в Переславском районе Ярославской области при речке Тезе.
Постоянное население на 1 января 2007 года — 50 человек.

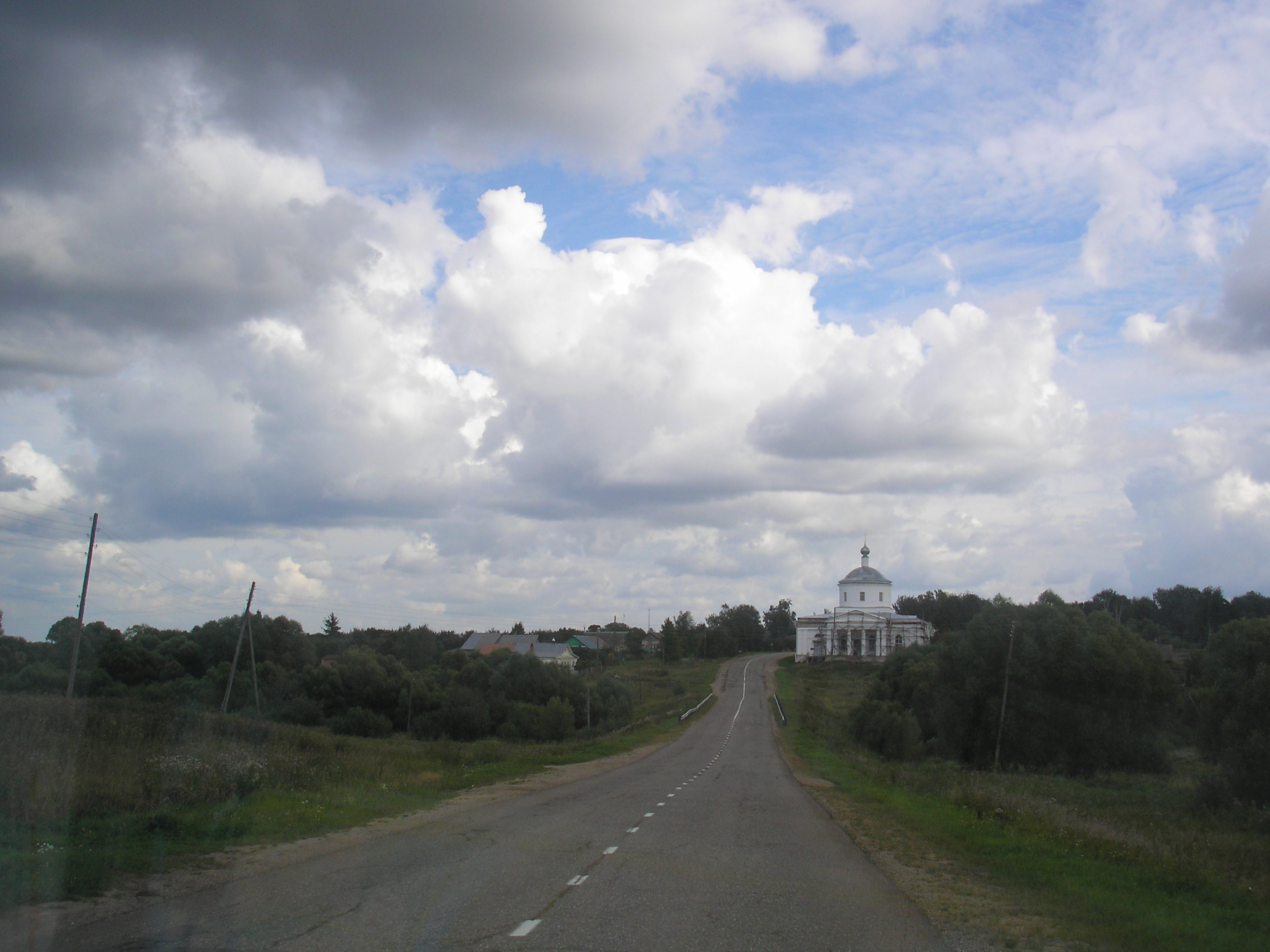
Церковь в Кабанском

## История
По писцовым книгам 1628—1629 года село Кабанское значится старинною вотчиною княгини Трубецкой.
В 1628 году здесь была церковь Рождества Пресвятой Богородицы с приделами
в честь святых Андрея Стратилата, преподобного Сергия Радонежскаго и святых мучеников Флора и Лавра. В 1722 году на средства помещика Алексея Милославского вместо обветшавшей церкви построена новая, также в честь Рождества Пресвятой Богородицы с приделом во имя преподобного Сергия Радонежского. Она была снова перестроена в 1765 году.
Была и другая в честь святого пророка Илии. В 1709 году на средства вотчинника села стольника Алексея Милославского Ильинская церковь была перестроена и освящена.
В 1824 году вместо двух деревянных церквей построен каменный храм на средства помещика Павла Петровича Свиньина (1772—1836) с помощью приходских людей. Престолов в церкви три: главный в честь Рождества Пресвятой Богородицы, в приделах — во имя святого пророка Илии и преподобного Сергия Радонежского. Сергиевский придел в 1866 году отделён деревянною перегородкою от остального храма и устроен тёплым.
С 1883 года в селе была земская народная школа.

## Население
| 1859 | 1905 | 1926 | 2007 | 2010 |
| ---- | ---- | ---- | ---- | ---- |
| 349  | ↗440 | ↗573 | ↘50  | ↘29  |